# Vitalij Žolobov
Vitalij Michajlovič Žolobov, rusky Виталий Михайлович Жолобов, (* 18. června 1937 vesnice Zborjovka, Chersonská oblast na Ukrajině) je bývalý sovětský kosmonaut ruské národnosti.

## Život

### Mládí a výcvik
Prvním přáním Vitalije bylo stát se námořníkem jako jeho otec. K námořnictvu ho však nevzali, byl malý postavou. Přihlásil se na Ázerbájdžánský petrochemický institut, výukou získal specializaci automatizace a telemechaniky. Nabídku k zaměstnání dostal od armády, jako poručík se věnoval výzkumu letecké techniky. V roce 1963 se dostal na vlastní žádost do oddílu přípravy kosmonautů. Po létech výcviku, která spojil se studiem na Vojensko-politické akademii V. I. Lenina, byl jmenován do záložní posádky pro Saljut 3. Po 13 letech čekání se svého letu dočkal.

### Lety do vesmíru
Do vesmíru se dostal z Bajkonuru v roce 1976 na palubě kosmické lodi Sojuz 21 ve funkci palubního inženýra. Velitele mu dělal Volynov. Pracovali spolu na orbitální stanici Saljut 5 jako jeho první stálá posádka a až po návratu vyšla najevo vzájemná ostrá hádka. Na stanici strávili bezmála 50 dní. Přistáli v kabině na padácích na území Kazachstánu.
- Sojuz 21 (6. července 1976 – 24. srpna 1976)

### Po letu
V roce 1981 byl z týmu kosmonautů vyřazen z kázeňských důvodů (rozvod, alkohol). Byl ženatý a má jedno dítě.